# Колегаєв В'ячеслав Семенович
Колегаєв В'ячеслав Семенович — радянський і український кінорежисер, сценарист.

## Життєпис
Народ. 7 серпня 1947 р. в Одесі. Закінчив Київський державний інститут театрального мистецтва ім. І. Карпенка-Карого (1976, майстерня Т. Левчука).
З 1977 р. — режисер Одеської кіностудії.
Знявся в декількох епізодичних ролях.
Член Національної спілки кінематографістів України.

## Фільмографіяя
- «У нас новенька» (1977, к/м, 2-й режисер; реж. Г. Карюк)
- «Очікування полковника Шалигіна» (1981, 2-й режисер у співавт. з Л. Ларіоновою)
- «Комбати» (1983)
- «На мить озирнутися...» (1984, т/ф)
- «У пошуках капітана Гранта» (1985, режисер-практикант)
- «Точка повернення» (1986, т/ф, 2 с, співавт. сцен. з В. Саніним)
- «Ай лав ю, Петровичу!» (1990, т/ф)
- «Господня риба» (1991, авт. сцен.) та ін.